# San Jerónimo, Victoria
San Jerónimo är en ort i Mexiko.   Den ligger i kommunen Victoria och delstaten Guanajuato, i den centrala delen av landet, 240 km nordväst om huvudstaden Mexico City. San Jerónimo ligger 2 161 meter över havet och antalet invånare är 167.
Terrängen runt San Jerónimo är kuperad åt sydväst, men åt nordost är den bergig. Terrängen runt San Jerónimo sluttar norrut. Runt San Jerónimo är det glesbefolkat, med 12 invånare per kvadratkilometer. Närmaste större samhälle är Xichú, 13,3 km sydost om San Jerónimo. Omgivningarna runt San Jerónimo är i huvudsak ett öppet busklandskap.